# Marshallovi otoki
Republika Marshallovi otoki je otoška država v mikronezijski regiji Tihega oceana, severno od Nauruja in Kiribatija, vzhodno od Federativnih držav Mikronezije in južno od ameriškega otoka Wake. Ima približno 50.000 prebivalcev, pretežno Mikronezijcev, ki so razpršeni po 29 koralnih atolih, ki združujejo prek tisoč večjih in manjših otokov. Najpomembnejši je Majuro, hkrati glavno mesto, v katerem živi več kot polovica državljanov.
Država je urejena kot predsedniška republika v svobodni zvezi z Združenimi državami Amerike (podobno kot Mikronezija in Palav), ki zagotavljajo obrambo, finančno pomoč in storitve nekaterih zveznih agencij, kot so pošta in telekomunikacije.

## Upravna razdelitev
Marshallovi otoki nimajo formalne administrativne ureditve, ampak so razdeljeni v 26 zakonodajnih okrožij, ki jih predstavljajo naseljeni otoki in atoli države:
- Ailinglaplap)
- Ailuk
- Arno
- Aur
- Ebon
- Eniwetok (Enewetak)
- Jabat
- Jaluit
- Kili
- Kwajalein
- Lae
- Lib
- Likiep
- Majuro
- Maloelap
- Mejit
- Mili
- Namorik (Namdrik)
- Namu
- Rongelap
- Ujae
- Ujelang
- Utirik (Utrik)
- Wotho
- Wotje